# 576 KByte
Az 576 KByte egy 1990 és 2003 majd 2008 és 2010 között megjelenő, videojátékokkal foglalkozó számítástechnikai magazin volt. A címe két akkoriban sikeres platform, a Commodore 64 és az Amiga képességeiből keletkezett: a C-64, ahogy a neve is jelzi 64, míg az Amiga 512 Kbyte RAM-mal rendelkezett, ezek összege pedig 576.

## A kezdetek
Az első szám 1990 júniusában jelent meg, ezután az újság havonta jelentkezett. Sokak szerint úttörőnek számított Magyarországon, mert meghonosította és több ezer fiatallal szerettette meg a videojátékokat, illetve a hozzá kapcsolódó kultúrát. A többi, hasonló témájú újság közül egyedi, humoros, de egyben tartalmas játékismertetőivel emelkedett ki, ugyanakkor a kor divatjával szembeúszva nem adtak hozzá CD mellékletet. Az utolsó példányt 2003. február 14-étől lehetett megvásárolni. Az 576 KByte Shop-ok és az 576 Online vitték tovább a nevet.

## Újraindulás és újabb megszűnés
A magazin 2008 novemberében újraindult, multiplatform újságként írva a konzolos és a számítógépes videojátékokról, 100 oldal terjedelemben. A lap akkori főszerkesztője Bényi László (Grath), a PC Guru magazin korábbi felelős szerkesztője, társszerkesztője Takács Gábor (Wilson), a HC Gamer és az 576 Konzol korábbi szerkesztője, ám 2010-ben végleg felhagytak a nyomtatott lap kiadásával. A lapot online vitték tovább, annak weboldalát 2014. május 10-én frissítették utoljára, az év végére az oldalt átirányították az 576 webáruházára.

## Platformok
A magazin az első néhány évben Commodore 64 és Amiga játékokkal foglalkozott. Ez 1992-ben kiegészült a PC játékokkal, amelyek ekkoriban kezdtek hazánkban elterjedni. 1993-ban hozzá jöttek a Nintendo és a Sega játékkonzoljai is, amik akkoriban kezdtek népszerűvé válni. A kínálat tovább bővült a Sony PlayStation megjelenésével, valamint a fenti két japán cég újabb verziójú konzoljaival (Nintendo 64 és Sega Saturn), és a rájuk készített játékokkal.
Az 576 KByte 1997 végén kettévált, és a konzolokkal kapcsolatos témák átkerültek az újonnan induló 576 Konzolba. Ezt követően a KByte kizárólag PC játékokkal foglalkozott, a 2008-as újraindulás után a magazin kibővítette platformlistáját, s a PC mellett a PlayStation 2, PlayStation 3, PlayStation Portable, Xbox 360, Nintendo DS, Nintendo Wii játékokról is írt egészen a 2010 júniusi végleges megszűnéséig.

## 576 KByte Shop
Az első 576 KByte Shop 1992. októberben nyílt meg. Az üzlet kizárólag számítógépes játékok forgalmazásával foglalkozott. Már a következő évben 5 további 576 KByte Shop nyílt országszerte, nagyvárosokban.

## 576 KByte Show
Az 576 KByte kezdeti népszerűségét elsősorban a kilencvenes évek elején sugárzott, az újság írói által vezetett TV-műsornak köszönhette. A nézők szombat délelőttönként láthatták a Magyar Televízió 1-es csatornáján, az utolsó részek átkerültek a Szív TV-re.
Az 576 KByte Show-ban játékokat teszteltek, trailereket (előzeteseket) mutattak a készülő programokból, helyszíni riportokat adtak a nagyobb rendezvényekről (pl. E3), valamint versenyeket, játékokat rendeztek. A cég másik TV műsora a SzEGAsztok volt. Ezt a sorozatot 1993-ban sugározta a Magyar Televízió 1-es csatornája hétköznap délutánonként. A műsorban az egyik újságíró, Martin játszott kb. 10 percet az akkoriban megjelent Sega játékokkal, miközben végig kommentálta az eseményeket.

## 576 Online
Az 576 KByte magazin online felülete először a www.576.hu, majd a www.576kbyte.hu oldalon volt, ahol naponta közölte a legfrissebb, videojátékokkal kapcsolatos híreket, nyereményjátékokat hirdetett, fórumán pedig kapcsolatot tartott az olvasókkal. A weboldal 2016 körül tűnt el végleg az internetről.

## 576 KByte DVD
Az egykori újság tulajdonosa 2006. december 15-én kiadott egy DVD-t, amelyen megtalálható az újság 12 év alatt megjelent összes számnak (közel) mindegyik oldala scannelve.